# NGC 798
NGC 798 é uma galáxia elíptica (E) localizada na direcção da constelação de Triangulum. Possui uma declinação de +32° 04' 39" e uma ascensão recta de 2 horas, 3 minutos e 19,6 segundos.
A galáxia NGC 798 foi descoberta em 10 de Dezembro de 1871 por Édouard Jean-Marie Stephan.